# Берекетзаде
Берекетзаде (на турски: Bereketzade) е квартал в район Бейоглу в Истанбул. Взема името си от Берекетзаде Хаджъ Али Бин Хасан, един от директорите на кулата Галата, в която се намират Берекетзаде Али Ефенди джамия и фонтанът Берекетзаде близо до кулата Галата. Кулата Галата, синагогата „Неве Шалом“ и историческата сграда Саркуйсан също са в квартала.